# 叶正简墓
叶正简墓，位于中国广东省佛山市南海区狮山镇颜峰社区，为一处南宋古墓葬。1994年7月5日，公布为南海市文物保护单位；2006年10月5日，公布为佛山市第四批文物保护单位。2022年7月23日，公布为第十批广东省文物保护单位。